# さくら広場
さくら広場（さくらひろば）は、パナソニック（旧・松下電器産業）が社有地に開設している公園。日本全国4カ所の所有地（遊休地）を地域貢献のために開放している。設計は安藤忠雄によるもので、サクラの木が植樹されており、その他に水盤や芝生等が配置されている。

## さくら広場一覧

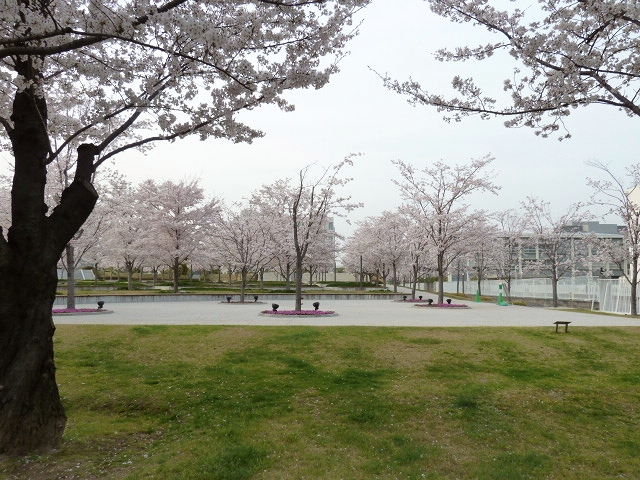
さくら広場（門真）

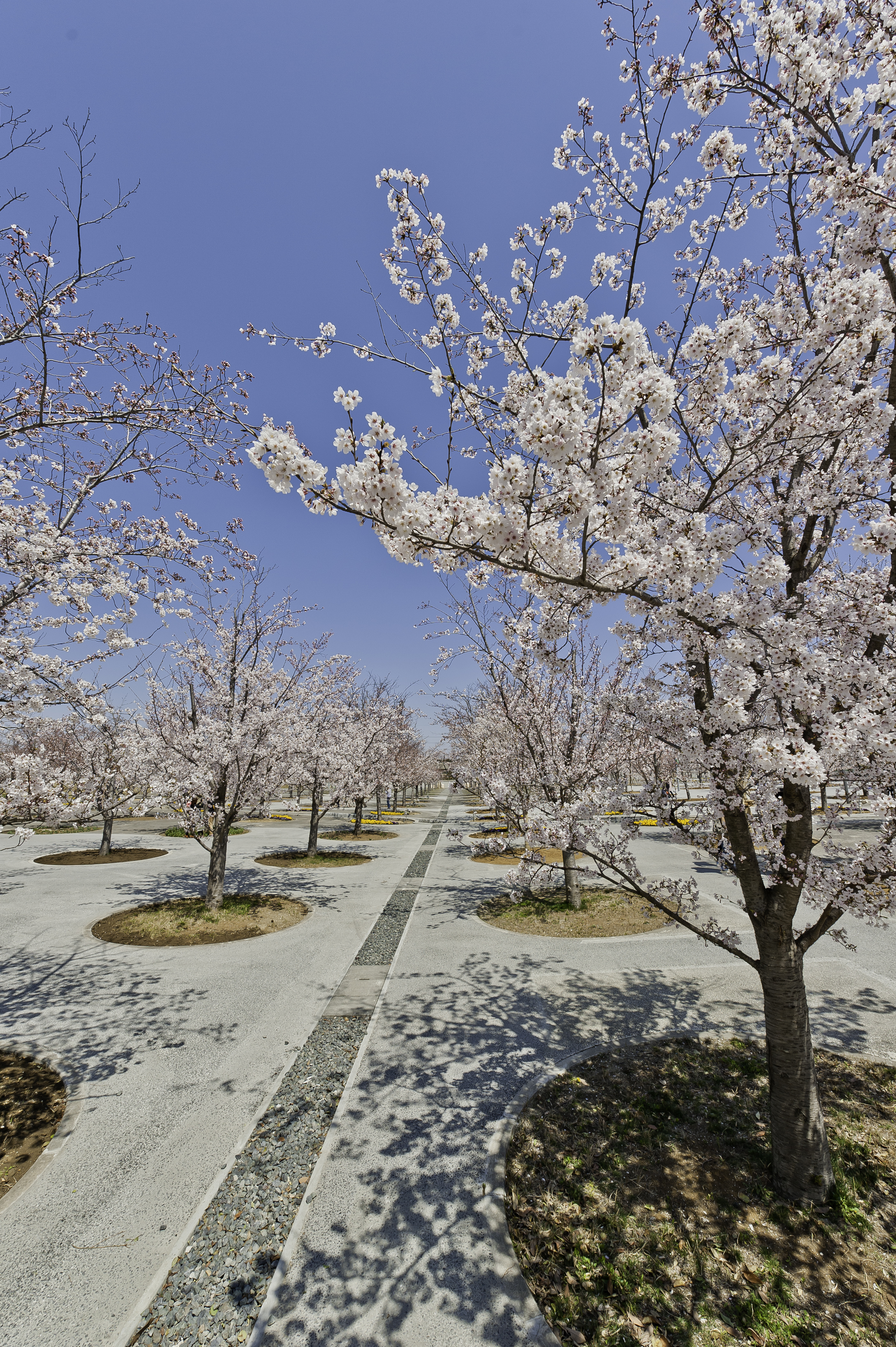
さくら広場（幕張）
所在地：千葉県習志野市
（幕張新都心のJR京葉線幕張豊砂駅近く）
規模：32,000㎡
ソメイヨシノ：505本
開園：平成18年（2006年）4月
さくら広場（門真）
所在地：大阪府門真市
規模：16,200㎡
ソメイヨシノ：190本
開園：平成18年（2006年）4月
さくら広場（茅ヶ崎）
所在地：神奈川県茅ヶ崎市
規模：6,000㎡
ソメイヨシノ：91本
開園：平成19年（2007年）4月
さくら広場（豊中）
所在地：大阪府豊中市
規模：10,000㎡
ソメイヨシノ：130本
開園：平成21年（2009年）4月